# Angklung
|  | No s'ha de confondre amb el conjunt de gamelan balinès amb el mateix nom, vegeu Gamelan angklung.. |

L'angklung és un instrument de música d'Indonèsia fabricat amb tubs de bambú suspesos en un marc d'aquest mateix material i lligats amb cordes.
Els tubs estan tallats per dins per crear una caixa de ressonància quan es colpeja i estan afinats per octaves. La base de l'estructura se sosté amb una mà, mentre que amb l'altra mà se sacsegen els tubs de l'instrument amb rapidesa. Això fa que soni una nota i es repeteixi el so. Cadascun de tres o més intèrprets d'agrupacions d'angklung només toquen una o algunes notes, i entre tots completen les melodies. L'angklung és popular al sud-est asiàtic, però es va originar al que avui coneixem per Indonèsia, sent tocat durant molts segles pels sondanesos.

## Història
D'acord amb Dr.Groneman, l'angklung havia estat un instrument musical predilecte a tot l'arxipèlag, fins i tot abans de l'era hindú. L'angklung també existeix al sud de Sumatra.
Durant el període hindú i el temps dels sondanesos, l'angklung va tenir un paper important en les cerimònies. L'angklung es va tocar en honor de Dewi Sri, la deessa de la fertilitat, per beneir la terra i la vida. L'angklung també va marcar l'hora de l'oració, i es diu que es toca des del segle setè del regne dels sondanesos.
L'angklung fa més de 400 anys que es toca. Es va originar al segle xvii en Jasinga Bogor. Es poden trobar diversos angklungs antics al Museu de Sri Baduga.
El 1938, Daeng Soetigna, va crear un angklung que es basa en l'escala diatònica en comptes de les escales tradicionals. Des de llavors, l'angklung ha tornat a la popularitat i es fa servir en l'àmbit de l'educació i l'entreteniment, i fins i tot pot acompanyar els instruments d'una orquestra occidental. Una de les primeres representacions de l'angklung d'una orquestra va ser el 1955 durant la Conferència de Bandung.
La UNESCO va designar l'angklung "obra mestra" del Patrimoni Oral i Immaterial de la Humanitat el 18 de novembre de 2010.